# 开放世界假定
开放世界假定是当前没有陈述的事情是未知的假定。开放世界假定可以被认为暗含在 RDF 和 OWL 中，因为没有明确的包含在语义 web 或本体(ontology)中的所有元组，都被暗含的假定为是未知的事实而不是假的。
例子 1.
```
 陈述: "Mary"是"法国"的"公民"。
```

```
 提问: Mary 是加拿大公民吗?
```

```
 "封闭世界"(比如 SQL 或 XML)回答: 否。
 "开放世界"回答: 不知道(Mary 可能有双重国籍)。
```

例子 2.
```
 陈述: "Jane"的"母亲是""Mary"。
       "母亲是"的"基数"为 1。
```

```
 新陈述: "Jane"的"母亲是""Elizabeth"。
```

```
 "封闭世界"反应: 错误。人只能有一个母亲。
 "开放世界"反应: 新事实。"Mary""就是""Elizabeth"。
```